# 皇家哥本哈根瓷器
皇家哥本哈根手繪名瓷，正式名稱為皇家瓷器製造廠（丹麥語：Den kongelige Porcelænsfabrik），由丹麥皇太后茱莉安·瑪莉於1775年5月1日在哥本哈根創立。標誌上的皇冠代表皇家御用，三條波浪線則代表圍繞丹麥的海峽：厄勒海峡、大贝尔特海峡和小贝尔特海峡。

## 歷史
起初可追溯至十七世紀，歐洲人極度瘋狂於明朝和清朝出產的藍白瓷器，但是丹麥人早已了解如何製造這令人著迷的「白色黃金」。
皇家哥本哈根工廠，起初是改建郵務局以得到工廠空間，率先發表瓷器製造技術的化學家Frantz Heinrich Müller，被裁制必須為皇家製造五十年的瓷器以壟斷市場。第一件是為了皇家御用所製造的餐飲用具，在1779年, 丹麥國王克里斯汀七世開始規劃皇家瓷器製造場的人工，在1790年，皇家哥本哈根製造了現在出名的丹麥之花（拉丁語：Flora Danica）其特色在於：藍色塗料、鑲金邊和丹麥花卉圖案。
1851年，倫敦萬國工業博覽會認可皇家哥本哈根的瓷器技術，1889年，巴黎萬國工業博覽會認可皇家哥本哈根的瓷器技術，並且得獎，這使得皇家哥本哈根的瓷器生產技術備受矚目。

## 販賣中產品

### 著名的
- 丹麥之花
- 唐草

## 外部連結
- 皇家哥本哈根官方網站 （页面存档备份，存于）